# Marie Colmant
Marie Colmant (Francia, 17 de mayo de 1956), periodista francesa de prensa escrita, de radio y de televisión.

## Biografía
Licenciada en inglés y ruso, Marie Colmant se convirtió en periodista por la Agencia Francia-Acucia. Más tarde, colaboró con la revista Actual y Radio Nova.
En 1985, entró como crítica de cine en el diario Liberación. De 1990 a mayo de 1996, copresentó en Francia Inter con Gérard Lefort la emisión semanal Passé les bornes y a plus de limites (Más allá de los límites no hay más límites). Desde 1993 fue cronista en France 3 en una emisión literaria presentada por Bernard Rapp.
Después de haber abandonado el periódico Liberación, presentó una emisión diaria en Radio Nova. Dos años más tarde, se reencontró con Gérard Lefort en las ondas de Francia Inter para el programa À toute allure (A toda velocidad). En 2001, retomó el semanal cultural Télérama como redactora jefa adjunta.
A principios de 2004, Marie Colmant se unió al Canal+ en el equipo de La Matinale (Las mañanas), presentado por Bruce Toussaint. Ella era entonces cronista de «cultura y medios de comunicación», realizaba una revista de prensa y participaba en la entrevista del invitado cultural en la última parte de la emisión. Desde septiembre de 2006, resultó el «joker» de Bruce Toussaint y se convirtió en su sustituta en sus períodos de excedencia. A partir de septiembre de 2008, participó en el gran Periódico y continuó en La Matinal , a partir de ese año presentada por Maïtena Biraben. Fue también cronista en Espíritu crítico en Francia Inter.
En septiembre de 2009, se reencontró con Bruce Toussaint en L'Édition spéciale, (la edición especial), emisión de media jornada en Canal+ en la cual presentó la « Story du jour» (la historia del dia) . A partir de septiembre de 2010, fue también cronista en la emisión cultural Un autre midi (otro mediodía), presentada por Victor Robert en Canal+.
Desde septiembre de 2011, participó en la emisión Les Affranchis (los liberados) , a las 11 h, todos los días salvo el fin de semana que se emitía en Francia Inter.
Se incorporó nuevamente en 2012 en el equipo de la emisión Avant-premières (vistas previas), presentada por Élizabeth Tchoungui en Francia 2. También, Se unió al equipo de la emisión Vous trouvez ça normal ?! (¡¿Encontráis esto normal ?!), presentada por Bruce Toussaint en Francia 2, donde anunció su brutal despido el 12 de noviembre de 2012, por medio de su cuenta de Twitter.
Siguiendo con su carrera, presentó las crónicas culturales para I-Televisión todos los días de la semana a las 6:50, y además hizo una corta editorial sobre el plató de Claire-Élisabeth Beaufort en L'Édition permanente (La Edición permanente), a las 21:45. En febrero de 2013, en el plató del 6/9, donde pensando que estaba fuera de antena, discutió de manera acalorada con los otros tertulianos durante 2 minutos.
A partir del 26 de agosto de 2013, Marie Colmant se reincorporó al equipo de Toussaint, en la informativo matinal de 7:10 h donde presentó las crónicas culturales. En septiembre de 2013, repitió la misma crónica de la víspera anterior sin darse cuenta, provocando algunos minutos de molestia en el plató.
El 16 de diciembre de 2026, Marie Colmant anunció sobre Twitter su retirada del canal I-Televisión, como consecuencia del desacuerdo editorial con la nueva dirección del canal.
El 28 de agosto de 2017, se reencontró con Bruce Toussaint en las mañanas de Francia Info, entre 7 y 9 h. Copresentó, con Antoine Krempf, la crónica Le vrai du fake (La verdad del falso) (de 8 a 9 h) donde dio vida a las noticias inverosímiles que aparecen en la prensa internacional.
A principios de 2018, se unió al equipo de Marc Fauvelle en las mañanas de Francia Info, entre 7 y 9 h. Presentaba la crónica L'étoile du jour (La estrella del día) (a las 7:55), presentó esta crónica hasta el 3 de julio de 2020, día de su retirada.